# Luke Tagi
Pour les articles homonymes, voir Tagi.
Pas d'image ? Cliquez ici

a Compétitions nationales et continentales officielles uniquement.

b Matchs officiels uniquement.
Dernière mise à jour le 31 octobre 2024.
Luke Tagi, né le 23 juin 1997 à Vione (île de Gau, Fidji), est un joueur international fidjien de rugby à XV évoluant au poste de pilier. Il évolue avec l'Aviron bayonnais en Top 14 à partir de 2023.

## Biographie
Luke Tagi a deux sœurs qui jouent également au rugby à XV à haut niveau, et qui ont représentées la sélection féminine fidjienne : Keleni Marawa et Karalaini Naisewa.

## Carrière

### En club
Luke Tagi commence à pratiquer le rugby dès son plus jeune âge, et joue d'abord avec l'équipe de son école primaire de la Marist Primary School. Après avoir vécu aux Tonga, puis en Nouvelle-Zélande, il termine sa scolarité à la Ratu Kadavulevu School (en) à Tailevu. Avec cet établissement, il remporte le championnat scolaire des moins de 18 ans en 2015,.
Après le lycée, il commence sa carrière au niveau amateur, d'abord avec les Lomaiviti Green dans le championnat régional de Suva, puis avec la province de Suva en Skipper Cup,. Avec cette dernière équipe, il remporte le championnat national en 2018 et 2019,.
En 2018, il rejoint l'équipe fidjienne des Fijian Drua, qui dispute le championnat australien du NRC, et participe à la victoire finale de son équipe au terme de la saison,. Pour sa première saison professionnelle, il joue huit rencontres (pour seulement une seule titularisation).
En 2019, il rejoint les Fijian Latui (en), qui sont intégrés au Global Rapid Rugby nouvellement créé.
En septembre 2019, il signe un contrat de trois saisons avec le Stade français en Top 14,. Peu utilisé à Paris (18 matchs en deux saisons, dont seulement deux titularisations), il est libéré de sa dernière année de contrat et quitte le club en juin 2021.
Peu après l'officialisation de son départ du Stade français, il s'engage avec Provence Rugby en Pro D2 pour un contrat de deux saisons. Avec le club aixois, il s'impose comme un titulaire indiscutable au poste de pilier droit, et se fait particulièrement remarquer par son activité dans le jeu et sa technique individuelle,,.
En décembre 2022, l'Aviron bayonnais annonce son recrutement à partir de la saison 2023-2024, il signe un contrat jusqu'en 2026,. Arrivé à Bayonne après la Coupe du monde 2023, il joue son premier match sous ses nouvelles couleurs le 9 décembre 2023 face au Munster en Champions Cup. Il inscrit son premier essai avec l'Aviron en deuxième période, essai qui se révèle être le premier de l'histoire du club basque dans cette compétition.

### En équipe nationale
Luke Tagi joue avec l'équipe des Fidji des moins de 20 ans en 2017, disputant à cette occasion le trophée mondial des moins de 20 ans.
Il joue avec les Fiji Warriors (Fidji A) entre 2018 et 2019, disputant le Pacific Challenge et la coupe des nations 2018,.
Il est sélectionné pour la première fois avec l'équipe des Fidji en juin 2019 pour participer à la Pacific Nations Cup 2019 et préparer la Coupe du monde à venir,. Il obtient sa première cape internationale le 20 juillet 2019 à l'occasion d'un test-match contre les Māori All Blacks à Rotorua,.
En mai 2019, il fait partie de la présélection de 50 joueurs annoncé par la Fédération fidjienne de rugby à XV pour préparer la Coupe du monde au Japon. Il n'est cependant pas retenu dans le groupe définitif de 31 joueurs pour disputer la Coupe du monde en août 2019,.
Plus de deux ans après sa première sélection, il joue un second match avec les Fidji le 20 novembre 2021, face à la Géorgie à Aranjuez.
En juin 2023, il est sélectionné au sein du groupe fidjien retenu pour préparer la Coupe du monde 2023 en France. Il dispute les cinq matchs de son équipe lors de la compétition comme titulaire, dont le quart de finale face à l'Angleterre.

## Palmarès

### En club
- Vainqueur de la Skipper Cup en 2018 et 2019 avec Suva.
- Vainqueur du NRC en 2018 avec les Fijian Drua.

### En équipe nationale
- Vainqueur du Pacific Challenge en 2018 avec les Fiji Warriors.

## Statistiques
- 14 sélections avec les Fidji depuis 2019.
- 0 point.